# ТЭС «Косово Б»
ТЭС «Косово Б» (алб. Termocentrali “Kosova B”) — буроугольная тепловая электростанция близ города Обилич, приблизительно в 3 км от ТЭС «Косово А». Работает на лигнитах Косовского бассейна. Добыча ведётся открытым способом. Смонтированы 2 блока мощностью по 339 МВт каждый. Установленная мощность станции — 678 МВт. Крупнейшая электростанция в Косово и один из основных источников загрязнения воздуха в Косово. Управляется Косовской энергетической корпорацией (КЕК).
Первый блок (B1) станции мощностью 339 МВт введен в эксплуатацию 10 сентября 1983 года, а второй блок (B2) мощностью 339 МВт — 14 июля 1984 года. Блоки укомплектованы котлами французского завода Stein Industrie в Лис-ле-Ланнуа (закрыт в 2003 году), входившего в группу Alstom (ныне General Electric). Производство пара 1000 т/ч при давлении 186 кг/см². Расчетное давление 226 кг/см². Температура перегретого пара 542 °C. Были установлены турбины MAN и генераторы Alstom.
С 1991 года управлялась компанией «Электроэнергетика Сербии» (EPS). С 1 июня 1999 года EPS не управляет мощностями в районе Косово и Метохии. Станция оказалась в британском секторе KFOR и попала под контроль Миссии ООН по делам временной администрации в Косове (UNMIK).
Добыча лигнитов открытым способом ведётся на разрезе «Сибовац Юго-Западный» у села Аде. Текущая среднегодовая добыча составляет около 8,0 млн тонн лигнитов в год.
Выбросы пыли (300-700 мг/нм³) и оксидов азота (NOx — 700-850 мг/нм³) на обоих блоках электростанции намного превышают предельные значения, установленные Директивой о промышленных выбросах (IED).
15 декабря 2021 года оба блока станции вышли из строя и были остановлены, что привело к остановке системы централизованного теплоснабжения Приштины. Блок B1 был снова введён в действие 16 декабря, а блок B2 — 23 января 2022 года.